# Сава Доброплодний
Сава Доброплодний (болг. Сава Хаджиилиев – Доброплодни; нар. 3 грудня 1820, Сливен — пом. 19 квітня 1894, Софія) — провідний болгарський освітній і культурний діяч.

## Біографія

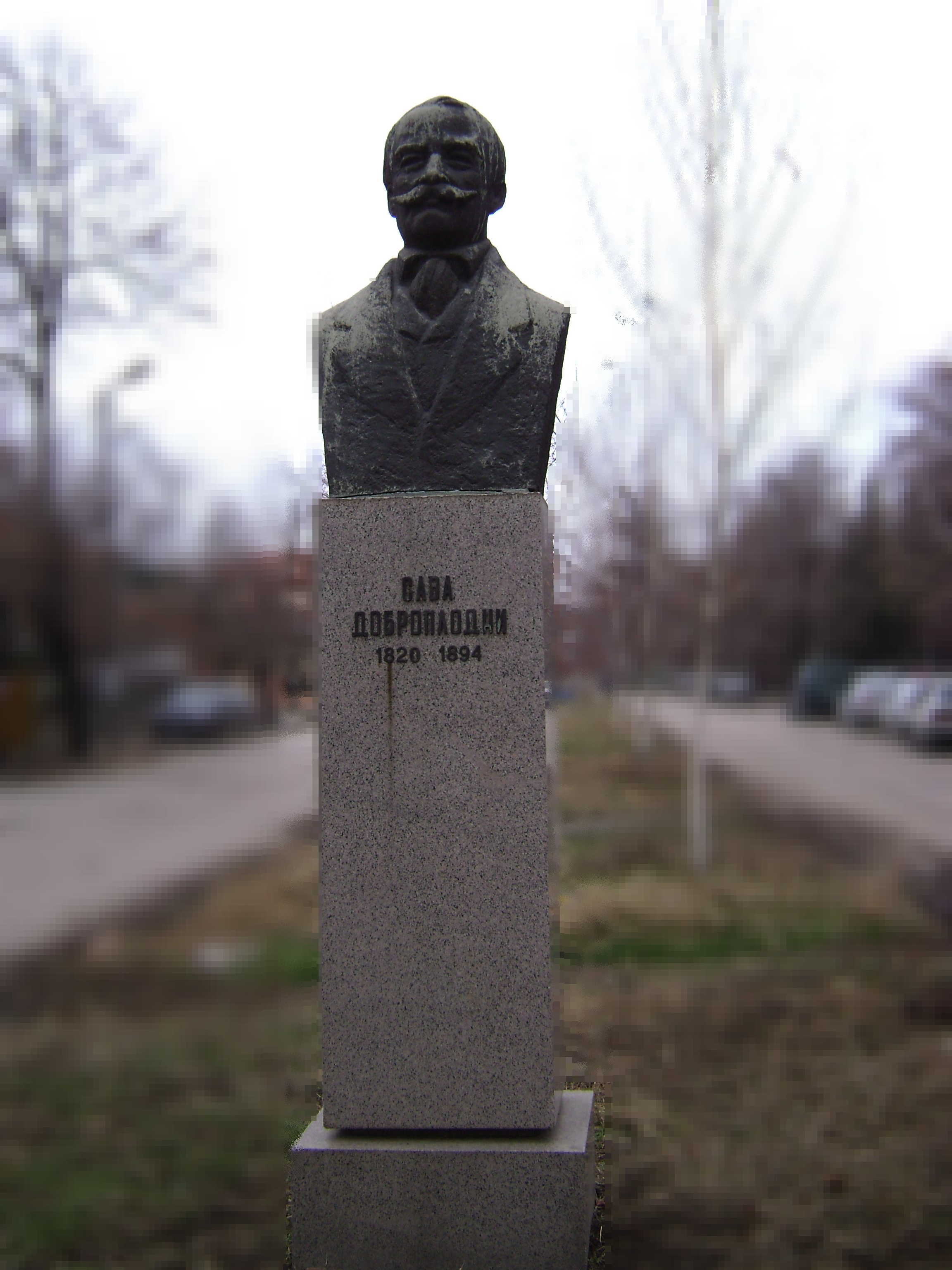
Пам'ятник в Сілістрі

Народився 3 грудня 1820 року в місті Сливен. Навчався в Сливенському училищі і в Константинополі (нині Стамбул, Туреччина), в Грецькому духовно-педагогічному училищі, де за успіхи в навчанні був прозваний «Евкарпідіс». Після закінчення курсу був учителем в Котелі. Там проживав в той час і Раковський (1821-1867), разом з яким вони будували плани про звільнення вітчизни, за що потрапили до в'язниці. Після виходу із в'язниці Доброплодний надрукував (1846) перший свій твір «Ігіономія».
Був учителем майже у всіх великих болгарських містах і скрізь агітував проти турецького панування, за що знову піддався переслідуванню і змушений був рятуватися втечею до Відня. Працював професором давньогрецької мови в Карловацькій вищій школі. У 1856 році повернувся до Болгарії та в якості вчителя став знову об'їжджати болгарські міста, всюди ведучи таємну агітацію.
Був одним з видних діячів греко-болгарської церковної схизми (1860-1872), в розпалі якої, як депутат міста Сілістри, невідлучно проживав в Константинополі (1870) і вів запеклу боротьбу проти зловживань фанаріотів (грецької еліти в Османській імперії), знайомлячи з ними і європейську публіку статтями в різних європейських газетах і журналах.
За звільнення Болгарії від османського ярма (1878) протягом кількох років був окружним училищним інспектором. У 1887 році відновив своє видання — «Нова Болгарська Бджола».
Помер 19 квітня 1894 року в Софії.